# Leave the World Behind (film)
Leave the World Behind is een Amerikaanse apocalyptische psychologische thriller uit 2023, geschreven en geregisseerd door Sam Esmail. De film is gebaseerd op de gelijknamige roman uit 2020 van Rumaan Alam.

## Verhaal
Amanda Sandford uit New York, besluit spontaan een weekend door te brengen in een gehuurd landhuis. Amanda, haar man Clay, zoon Archie en dochter Rose reizen naar een uithoek van Long Island. Overdag doen zich vreemde verschijnselen voor op het strand: de tanker verliest de controle en vaart met volle snelheid het strand op, wifi en mobiele communicatie worden uitgeschakeld. Rose is geobsedeerd door de televisieserie Friends en is daarom bang dat ze de laatste aflevering niet kan afmaken. Diezelfde nacht verschijnen plotseling de eigenaren van het huis, George H. Scott (genaamd GH) en zijn volwassen dochter Ruth, voor de deur van het huis. Er vond een catastrofe plaats in New York, een stroomstoring. Ze vragen om binnen te komen en te mogen overnachten, wat Amanda achterdochtig maakt. Op dat moment worden de tv-kanalen uitgeschakeld.
Vanaf dat moment worden alle protagonisten gedwongen bij elkaar te blijven, terwijl er vreemde gebeurtenissen om hen heen beginnen te gebeuren. Enorme kuddes herten verschijnen in de buurt van het huis, flamingo's vliegen het zwembad in en een passagiersvliegtuig stort neer op het strand. Van tijd tot tijd worden er ondraaglijke geluiden toegevoegd aan de verbroken verbinding, vergelijkbaar met een aanval door microgolven. Clay gaat op onderzoek uit, maar door het ontbreken van een navigator raakte hij snel verdwaald. Hij wordt aangevallen door een drone die anti-Amerikaanse pamfletten laat vallen die in het Arabisch zijn geschreven. De Sandfords proberen met het hele gezin te vertrekken, maar de enige weg naar de stad wordt geblokkeerd door een enorme file met onbemande elektrische auto’s die de controle zijn kwijtgeraakt en geen passagiers hebben. Ze worden gedwongen terug te keren naar het huis van GH.
De volgende ochtend vallen Archie's tanden op onverklaarbare wijze uit. In de overtuiging dat het verband houdt met de tekenbeet eerder opgelopen, stelt G.H. voor om Danny (een survivalist) te bezoeken voor medicijnen. Rose ontbreekt echter. G.H. en Clay nemen Archie mee om Danny te bezoeken, terwijl Amanda en Ruth naar Rose zoeken. Bij de schuur worden de twee geconfronteerd met een kudde herten, die ze wegjagen. Ondertussen heeft G.H. en Clay proberen Danny ervan te overtuigen Archie te helpen, wat resulteert in een impasse tussen G.H. en Danny. Clay komt tussenbeide en overtuigt Danny ervan Archie te helpen. Daarna vertelt Danny aan G.H. dat een andere buurman mogelijk wordt uitgerust met een ondergrondse bunker.
G.H. stelt tegenover Clay en Archie de hypothese dat het land zich midden in een militaire campagne in drie fasen bevindt die zal uitmonden in een staatsgreep. Tegelijkertijd zien Amanda en Ruth hoe New York wordt gebombardeerd en horen ze geweervuur in de verte. Op dat moment vindt Rose het huis van een buurman, en daarin bevindt zich een uitgeruste bunker met voorraden, een generator en antistralingsbescherming. Ze ontdekt een verzameling dvd's en gaat zitten om de laatste aflevering van Friends te bekijken.

## Rolverdeling
| Acteur            | Personage       |
| ----------------- | --------------- |
| Julia Roberts     | Amanda Sandford |
| Mahershala Ali    | G.H. Scott      |
| Ethan Hawke       | Clay Sandford   |
| Myha'la           | Ruth Scott      |
| Farrah Mackenzie  | Rose Sandford   |
| Charlie Evans     | Archie Sandford |
| Kevin Bacon       | Danny           |
| Vanessa Aspillaga | Salvadora       |

## Productie
In juli 2020 verwierf Netflix de rechten om de roman Leave the World Behind van Rumaan Alam te verfilmen. Aanvankelijk kreeg Sam Esmail de opdracht om het scenario te regisseren en te schrijven, terwijl Julia Roberts en Denzel Washington werden aangewezen als hoofdrolspelers en producenten.
In september 2021 nam Mahershala Ali de plaats in van Denzel Washington. Ethan Hawke en Myha'la werden in januari 2022 gecast. De voormalige Amerikaanse president Barack Obama en First Lady Michelle Obama produceerden de film als uitvoerende producenten via hun productiebedrijf Higher Ground Productions.
De opnames begonnen in april 2022 op Long Island, specifiek in een huis ontworpen door The Up Studio. Sommige scènes zijn op 19 mei 2022 opgenomen in Katonah, New York.

## Release
De film ging in première op 25 oktober 2023 op het AFI Fest, met een rode loper-gala in het TCL Chinese Theatre. De film werd op 22 november 2023 uitgebracht in een aantal geselecteerde Amerikaanse bioscopen en vervolgens op 8 december 2023 door Netflix.

## Ontvangst
Op Rotten Tomatoes heeft Leave the World Behind een waarde van 76% en een gemiddelde score van 6,80/10, gebaseerd op 147 recensies. Op Metacritic heeft de film een gemiddelde score van 68/100, gebaseerd op 35 recensies.